# Albert Tévoédjrè
Vous pouvez aider à l'améliorer ou bien discuter des problèmes sur sa page de discussion.
- Il ne cite pas suffisamment ses sources. Vous pouvez indiquer les passages à sourcer avec {{référence nécessaire}} ou {{Référence souhaitée}}, et inclure les références utiles en les liant aux notes de bas de page. (Marqué depuis novembre 2019)
- Il contient une ou plusieurs listes. Le texte gagnerait à être rédigé sous la forme d’un ou plusieurs paragraphes synthétiques, afin d’être plus agréable à lire. (Marqué depuis novembre 2019)
- Son texte doit être wikifié : il ne correspond pas à la mise en forme Wikipédia (style, typographie, liens internes, liens entre les wikis, etc.). (Marqué depuis février 2022)
- Il n’est pas rédigé dans un style encyclopédique. (Marqué depuis février 2022)

- Archive Wikiwix
- Bing
- Cairn
- DuckDuckGo
- E. Universalis
- Gallica
- Google
- G. Books
- G. News
- G. Scholar
- Persée
- Qwant
- (zh) Baidu
- (ru) Yandex
- (wd) trouver des œuvres sur Wikidata

Albert Tévoédjrè, né le 10 novembre 1929 à Porto-Novo (Dahomey) et mort le 6 novembre 2019 dans la même ville, est un homme politique, professeur d'université et économiste béninois.
Surnommé le « renard de Djrègbè », il est médiateur de la république du Bénin du 28 juillet 2006 jusqu'en 2013.

## Biographie

### Formation
- École Saint-Joseph de Porto-Novo
- Grand Séminaire Saint-Gall de Ouidah
- Lycée Van Vollenhoven de Dakar
- Université de Toulouse (France)
- Université de Fribourg (Suisse)
- Institut de hautes études internationales de Genève
- Massachusetts Institute of Technology (MIT) de Boston (États-Unis)

Il est docteur des sciences économiques et sociales et licencié d'histoire.

### Carrière politique
Après la proclamation de l'indépendance de son pays en août 1960, Albert Tévoédjrè, ancien dirigeant de la Fédération des étudiants d'Afrique noire en France et cofondateur du Mouvement africain de libération nationale, devient Secrétaire d'État à la Présidence de la République, Ministre de l'Information, poste qu'il occupe jusqu'à sa désignation comme Secrétaire général de l'UAM (Union africaine et malgache).
Après son départ de l'UAM en 1963, il donne des cours et dirige des séminaires de science politique à l'Institut africain de Genève et à l'Université de Georgetown de Washington, D.C.. De 1964 à 1965, il est chargé de recherche à l'Université de Harvard (Cambridge, Massachusetts) où il publiera son étude « Pan Africanism in Action – an Account of the UAM » (1965).
- 1965 : entré au Bureau international du travail (BIT), comme expert en planification de la main-d'œuvre
- 1966 : nommé Coordonnateur régional pour l'Afrique le 1er mars 1966 à Addis-Abeba avant d'être promu Sous-Directeur général le 1er janvier 1969.
- 1974 : nommé le 9 décembre Directeur de l'Institut international d'études sociales avec rang de Directeur général adjoint du Bureau international du travail
- 1976-1978 : Professeur associé de science politique à l'Université Paris-Sorbonne
- 1977-1978 : Herskowitz Visiting Professor of Political Science at Northwestern University, Evanston, Illinois, États-Unis
- 1977-1979 : Professeur en mission à l'Université nationale de Côte d'Ivoire (Abidjan).

À partir du 1er janvier 1984, il se consacre à l'Association mondiale de prospective sociale (AMPS), créée en 1976 sous son impulsion à l'issue du Colloque mondial sur les implications sociales d'un nouvel ordre économique international.
- 1987, il crée le Centre panafricain de prospective sociale (CPPS), Institution de recherche, de formation et d'exécution de programmes en matière de développement socio-économique en Afrique. Ce Centre a abrité en 1989 la rencontre Afrique-Europe et le premier Forum de Porto-Novo sur les Droits de l'Homme, organisés par l'Association mondiale de prospective sociale, le Conseil de l'Europe et l'Organisation de l'unité africaine, à l'issue desquels la Déclaration de Porto-Novo pour un contrat de Solidarité a été adoptée. Le CPPS est à l'origine de l'Initiative humanitaire africaine pour porter secours dans le domaine médical et nutritionnel aux réfugiés, ceux de la région des Grands Lacs notamment.

Membre correspondant de l'Académie royale des sciences d'outre-mer de Belgique, membre du Club de Rome et de nombreuses sociétés savantes à travers le monde, Albert Tévoédjrè a reçu plusieurs distinctions honorifiques dans l'ordre national de divers pays ainsi que la Médaille du Conseil de l'Europe, les Palmes académiques françaises et la Médaille internationale humanitaire. Il collabore activement au programme commun des Nations unies sur le SIDA ONUSIDA, notamment en ce qui concerne les dimensions culturelles et socio-politiques de la pandémie du SIDA.
Invité en qualité de personnalité à la Conférence des Forces vives de la Nation du Bénin, il a été chargé d'en présenter le Rapport général.
Membre du Haut Conseil de la République.
- Avril 1991 à mars 1996 : Député à l'Assemblée nationale, Président de la Commission des Relations extérieures, de la Coopération au développement, de la Défense et de la Sécurité.
- 10 avril 1996 au 24 juin 1999, il a été Ministre du Plan, de la Restructuration Économique et de la promotion de l'Emploi ; assurant régulièrement l'intérim du Président de la République durant ses absences avec chaque fois délégation des pouvoirs de "Chef du Gouvernement"[3].
- 1er juillet 1999 : coordonnateur du Projet « Millénaire pour l'Afrique » qui fonctionne sous l'égide des Nations unies à travers une Commission Indépendante. L'objectif de cette Commission Indépendante est d'engager une réflexion approfondie et de présenter des propositions significatives, originales et efficaces dans le but d'aider l'Afrique à s'emparer réellement des nouvelles chances qu'elle peut découvrir en elle-même ou que la Communauté internationale peut encore lui offrir à l'orée du Troisième Millénaire.
- De février 2003 à février 2005, il a exercé les fonctions de Représentant spécial du Secrétaire général des Nations unies Kofi Annan pour assister les protagonistes de la crise en Côte d'Ivoire dans le cadre des stratégies de mise en application des Accords Kléber dits aussi de Linas-Marcoussis.
- Décembre 2004 : démission de son mandat de médiation en Côte d'Ivoire[4]
- Avril 2006 : mission à Genève[5]
- 2006 : Élections présidentielles soutien de Yayi Boni[6].
- Juillet 2006 : premier médiateur de la république du Bénin

### En tant que médiateur
- 18 décembre 2006 : Albert Tévoédjrè a expliqué que l'un des sujets les plus importants sur lequel il se penche actuellement concerne l'assassinat il y a plusieurs années du magistrat Gnanvi et dont le dossier est resté enlisé à ce jour. En dehors de ce dossier pour le moins alarmant, il y a aussi celui de la crise au sein de l'Église protestante. Et dans ce cadre, le médiateur à la présidence de la République prévoit bientôt une grande action de réconciliation définitive entre les frères ennemis. Albert Tévoédjrè a cité par ailleurs comme dossiers, la question des litiges domaniaux dans le pays, les conflits saisonniers entre paysans et pâtres dans le nord du pays, les problèmes des compositions universitaires, les licenciements abusifs dans les administrations.[7]
- 7 décembre 2006 : Caroline Weijers, l'Ambassadeur des Pays-Bas au Bénin, et Alidou Koussé, Inspecteur général d'État (Ige), et Albert Tévoédjrè, médiateur de la République, ont procédé à la signature de deux accords à l'Infosec de Cotonou. Les Pays-Bas ont versé un million deux cent mille euros, soit environ huit cents millions de francs CFA à raison de six cent mille euros pour l'Inspection générale d'État et six cent mille euros pour l'Organe de médiation[8].

### Mort
Albert Tévoédjrè est décédé le 6 novembre 2019 à Porto-Novo à l'âge de 89 ans.

### Vie privée
Il est marié à Isabelle Ekue, professeur de lettres, engagée dans la lutte contre l'excision des filles. Ensemble, ils ont trois fils et trois petits-enfants. La famille Tévoédjrè habite « Le Refuge du Pèlerin », une propriété située dans le village de Djrègbè, non loin de Porto-Novo, où elle accueille régulièrement des groupes de réflexion de vingt à trente personnes.[réf. nécessaire]

## Distinctions et décorations
- Prix Paul-Bourdarie de l'Académie des sciences d'outre-mer pour Le bonheur de servir : réflexions et repère (2009)[9].
- Officier de l'ordre national du Dahomey (1962)[10].
- Commandeur de l'ordre national du Dahomey (1970)[11].
- Grand officier de l'ordre national du Bénin (2000)[12].
- Grand-croix de l'ordre national du Bénin (2009)[13].
- Commandeur de la Légion d'honneur (2011)[14].

## Publications
- L'Afrique révoltée, préface d'Alioune Diop, Présence Africaine, Paris, 1958[15].
- Vaincre l'humiliation : Rapport de la Commission Indépendante sur l'Afrique et les enjeux du 3e Millénaire, avant-propos par Amartya Sen (prix Nobel d'Économie).
- Magnificat: Lettre au Cardinal Bernardin Gantin
- La Formation des Cadres africains en vue de la croissance économique, thèse de doctorat : préface d'Alfred Sauvy, Diloutremer, Paris, 1965.
- La Pauvreté Richesse des Peuples, préface de Jan Tinbergen (prix Nobel) et de Dom Helder Camara, Les Éditions Ouvrières, Paris, 1977.
- Mes Certitudes d'Espérance, Les Éditions Ouvrières, Paris, 1984.
- Albert Tévoédjrè, Compagnon d'Aventure (3 tomes), préface de Léopold Sédar Senghor, Berger - Levrault, Paris, 1988.
- (en) Pan-Africanism in Action, AN ACCOUNT OF THE UAM - Cambridge Center For International Affairs.
- Le bonheur de servir, L'Archipel, Paris, 2009.
- Archives de ses articles[16]